# Trùng sư
Mushishi (Nhật: 蟲師 (tạm dịch là Trùng Sư)) là một bộ manga Nhật Bản được viết và minh họa bởi Yuki Urushibara. Nó được xuất bản nối tiếp trên Afternoon Seasons Zōkan từ năm 1999 đến năm 2002 và trên  từ tháng 12 năm 2002 đến tháng 8 năm 2008. Các chương riêng lẻ đã được Kodansha thu thập và phát hành thành mười tập tankōbon. Các tập đó đã được Del Rey bản địa hóa ở Bắc Mỹ trong khoảng thời gian từ tháng 1 năm 2007 đến tháng 8 năm 2010. Bộ phim kể về Ginko, một con người đã cống hiến đời mình để bảo vệ mọi người được bảo vệ khỏi các sinh vật siêu nhiên gọi là Mushi.
Mushishi đã được chuyển thể thành phim truyền hình anime của Artland được phát sóng trên đài truyền hình Fuji từ tháng 10 năm 2005 đến tháng 6 năm 2006. Nó đã được Funimation cấp phép phát hành ở Bắc Mỹ, trong khi Madman Entertainment và  Revelation Films cấp phép cho Úc và Vương quốc Anh tương ứng. Một bộ anime thứ hai được phát sóng từ tháng 4 đến tháng 12 năm 2014, đã được Aniplex của Mỹ cấp phép ở Bắc Mỹ, với hai chương trình truyền hình đặc biệt được phát sóng vào năm 2014 và một bộ phim hoạt hình được phát hành vào năm 2015. Một bộ phim người đóng, do Katsuhiro Otomo đạo diễn, được phát hành vào cuối năm 2006. Nó cũng xuất bản một trò chơi điện tử và nhiều loại hàng thương hiệu liên quan đến Mushishi .
Bộ manga Mushishi đã được công chúng và giới phê bình đón nhận. Tại Nhật Bản, nó thường xuyên được xếp hạng trong danh sách mười manga bán chạy nhất hàng tuần và toàn bộ bộ manga đã bán được hơn 3,8 triệu bản. Cả manga và anime đều đã nhận được một số giải thưởng như Giải thưởng Manga Kodansha và Giải thưởng Anime Tokyo, và nhiều nhà xuất bản đã ca ngợi chúng.

## Cốt truyện
Mushishi được đặt trong một thời gian tưởng tượng giữa thời Edo và Meiji, với một số công nghệ của thế kỷ 19 nhưng với Nhật Bản vẫn trong tình trạng "bế quan tỏa cảng". Câu chuyện đặc trưng với một thực thể sống tồn tại khắp mọi nơi được gọi là Mushi (蟲), chúng có thể được coi là những thế lực siêu nhiên. Theo vũ trụ Mushishi, có nhiều dạng sống còn nguyên thủy hơn các sinh vật "bình thường" như động vật, thực vật, nấm và vi khuẩn, và Mushi là nguyên thủy nhất. Do bản chất cao siêu của chúng, hầu hết con người không có khả năng nhận thức Mushi và không biết đến sự tồn tại của chúng, nhưng có một số ít người có khả năng nhìn và tương tác với Mushi. Người có khả năng đặc biệt đó là Ginko (ギンコ (Ngân Hạnh)), nhân vật chính của tác phẩm được Yuto Nakano lồng tiếng trong phiên bản gốc và Travis Willingham trong bản lồng tiếng Anh. Anh tự xưng mình là một Bậc thầy Mushi (蟲師 mushi-shi), đi từ nơi này sang nơi khác để nghiên cứu Mushi và hỗ trợ những người mắc phải những vấn đề do chúng gây ra.
Bộ này là một tuyển tập tình tiết không có cốt truyện bao quát, trong đó các yếu tố phổ biến duy nhất là Ginko và Mushi. Ginko là một thanh niên có một mắt màu xanh lục, người không chỉ có khả năng nhìn thấy được nhiều loại mushi mà còn có khả năng thu hút chúng. Vì sự bất tiện này, anh buộc phải di chuyển không ngừng và hút một loại thuốc đặc biệt có tác dụng xua đuổi mushi. Anh có vẻ bề ngoài và tính cách lập dị, dẫu vậy, anh có thể trở nên cực kì nghiêm túc và tập trung vào công việc khi bảo vệ mọi người khỏi mushi. Anh nhấn mạnh rằng mushi không phải là ác quỷ, chúng cũng chỉ cố gắng sinh tồn như bao người khác. Phần lớn các câu chuyện không tập trung vào Ginko mà dựa vào anh như một chất xúc tác để đưa câu chuyện tiếp diễn bằng cách chẩn đoán hoặc chữa các bệnh và hiện tượng kì lạ liên quan đến mushi.

## Phương tiện truyền thông

### Manga
Được viết lời và minh họa bởi Yuki Urushibara, nó ra mắt dưới dạng one-shot trong Monthly Afternoon vào ngày 25 tháng 1 năm 1999. Sau đó, nó đã được xuất bản trên tạp chí manga Kodansha seinen Afternoon Seasons Zōkan từ năm 1999 đến 2002. Nó chuyển đến Monthly Afternoon vào ngày 25 tháng 12 năm 2002 và được xuất bản cho đến ngày 25 tháng 8 năm 2008  Kodansha đã thu thập các chương thành mười tankōbon, và xuất bản chúng dưới dòng Afternoon KC từ ngày 22 tháng 11 năm 2001 đến ngày 21 tháng 11 năm 2008  Vào ngày 21 tháng 11 năm 2013, Kodansha bắt đầu phát hành lại dưới định dạng aizōban cho dòng KC Deluxe của họ, kết thúc với phần mười vào ngày 23 tháng 7 năm 2014.
Tại Comic-Con năm 2006, Del Rey Manga thông báo rằng họ đã cấp phép Mushishi cho bản dịch tiếng Anh ở Bắc Mỹ. Del Rey đã xuất bản tập đầu tiên vào ngày 30 tháng 1 năm 2007 và tập cuối cùng, một phiên bản kết hợp bao gồm các tập 8 đến 10, được phát hành vào ngày 27 tháng 7 năm 2010  Kodansha USA cũng phát hành manga ở định dạng kỹ thuật số từ ngày 29 tháng 7 năm 2014 đến ngày 12 tháng 8 năm 2014. Bộ manga cũng được cấp phép ở một số quốc gia như ở Pháp bởi Kana, ở Ý bởi Star Comics, ở Hàn Quốc bởi Daewon C.I, và ở Tây Ban Nha bởi Norma Editorial.
Ngoài ra, hai chương bổ sung đã được xuất bản trên tạp chí vào ngày 25 tháng 11 năm 2013 và ngày 25 tháng 12 năm 2013. Chúng được gói gọn trong một tankōbon duy nhất có tên Mushishi Tokubetsu-hen: Hihamukage (蟲師 特別篇 日蝕む翳)  và được phát hành vào ngày 23 tháng 4 năm 2014.

### Anime
Bộ anime chuyển thể từ Mushishi được hoạt họa bởi Artland, do Hiroshi Nagahama đạo diễn và được sản xuất bởi một nhóm có tên "Ủy ban sản xuất Mushishi ", bao gồm Marvelous Entertainment, Avex Entertainment và SKY Perfect Well Think . 20 tập đầu tiên của bộ phim ban đầu được phát sóng từ ngày 23 tháng 10 năm 2005 đến ngày 12 tháng 3 năm 2006 trên Đài truyền hình Fuji .   Một bản tóm tắt được phát sóng vào ngày 7 tháng 5 năm 2006 bởi BS Fuji, phát sóng sáu tập cuối từ ngày 14 tháng 5 đến ngày 18 tháng 6 cùng năm. Marvelous Entertainment và Avex đã phát hành loạt phim từ ngày 25 tháng 1 đến ngày 27 tháng 9 năm 2006 trong năm đĩa DVD để bán, đồng thời trong chín đĩa DVD cho thuê. Vào ngày 28 tháng 3 năm 2008, một bộ hộp DVD chứa tất cả các tập đã được phát hành; tiếp theo là hộp Blu-ray được đặt vào ngày 27 tháng 3 năm 2009, và hộp Blu-ray phiên bản giới hạn vào ngày 20 tháng 12 năm 2013.
Cấp phép của bộ anime đã được Funimation công bố phát hành ở Bắc Mỹ vào tháng 1 năm 2007. Để quảng bá cho việc phát hành bộ phim, nó đã tổ chức Anime Expo 2007 tại Nagahama từ ngày 29 tháng 6 đến ngày 2 tháng 7  Ngoài ra, Funimation đã trưng bày bốn tập đầu tiên tại các địa điểm của New York và Texas như Nhà hát ImaginAsian, Studio Movie Grill và Alamo Drafthouse, vào ngày 23 và 24 tháng 7 năm đó. Sê-ri được phát hành trong sáu DVD từ ngày 31 tháng 7 năm 2007 đến ngày 26 tháng 2 năm 2008 bởi Funimation, đồng thời cũng phát trực tiếp trên kênh riêng của nó như Hulu, Joost, Anime News Network, Crackle, cũng như phân phối nó đến dịch vụ cáp Comcast. Funimation cũng đã phát hành bốn bộ hộp với tất cả các tập: vào ngày 16 tháng 12 năm 2008, vào ngày 6 tháng 10 năm 2009, vào ngày 6 tháng 7 năm 2010 và ngày 8 tháng 11 năm 2011  Tại Vương quốc Anh, bộ phim được phát hành từ ngày 22 tháng 10 năm 2007 đến ngày 17 tháng 11 năm 2008 bởi Revelation Films trong sáu DVD. Madman Entertainment đã mua bản quyền phân phối của sê-ri tại AVCon năm 2007, phát hành nó trong hộp sáu đĩa được đặt vào ngày 14 tháng 1 năm 2009 tại khu vực PAL .
Dựa trên câu chuyện hai chương năm 2013, một tựa đề đặc biệt Mushishi Tokubetsu-hen: Hihamukage ("The Shadow That Devours the Sun") đã được phát trên Tokyo MX, Tochigi TV, Gunma TV và BS11 vào ngày 4 tháng 1, 2014, và được phát trực tuyến bởi Niconico . Aniplex đã phát hành bản đặc biệt trên DVD và Blu-ray vào ngày 23 tháng 4 năm 2014. Một mùa phim truyền hình anime thứ hai có tên Mushishi: Zoku-Shō (蟲師 続章)  bắt đầu phát sóng vào ngày 5 tháng 4 năm 2014,  trên Tokyo MX và các kênh khác. Như với sự đặc biệt,  mùa thứ hai có cùng một đạo diễn, cùng một hãng phim và diễn viên chính từ mùa đầu tiên.  Sau khi phát sóng tập thứ mười vào ngày 21 tháng 6,  "nửa đầu" đã kết thúc. Một tập đặc biệt khác, Mushishi: Path of Thorns (蟲師 特別篇 棘のみち Mushishi Tokubetsu-hen: Odoro no Michi) , được phát sóng vào ngày 20 tháng 8 trên BS11. Nửa sau của phần hai bắt đầu phát sóng vào ngày 19 tháng 10,   và kết thúc vào ngày 21 tháng 12 năm 2014.  Bản tổng hợp DVD đầu tiên của Zoku-Shō là phát hành vào ngày 23 tháng 7 năm 2014 tại Nhật Bản, và lần thứ sáu và cuối cùng đã được phát hành vào ngày 22 tháng 7 năm 2015. Một bộ phim hoạt hình tiếp theo có tựa đề Mushishi: Bell Droplets (蟲師 続章 鈴の雫 Mushishi Zoku-Shō: Suzu no Shizuku) , dựa trên phân cảnh cuối cùng của manga, đã được công bố vào ngày 16 tháng 5 năm 2015 tại Nhật Bản.
Hihamukage đã được Crunchyroll phát trực tuyến cho các thành viên cao cấp vào ngày 4 tháng 1 năm 2014 và được cung cấp cho người dùng miễn phí một tuần sau đó. Vào tháng 3, mùa thứ hai đã được cấp phép phát trực tuyến bởi Aniplex of America và Crunchyroll với tên Mushi-Shi -Next Passage- . Vào tháng 11, Madman Entertainment đã mua bản quyền phát hành truyền thông tại nhà cho Úc. Cuối tháng đó, Madman cũng cấp phép cho sê-ri phát trực tuyến và đưa nó lên trang AnimeLab. Madman phát hành một bộ hộp DVD chứa tất cả các tập Next Passage , Path of Thorns và Bell Droplets vào ngày 7 tháng 12, năm 2016.

### Hàng thương hiệu khác
Một số cuốn sách dựa trên Mushishi đã được phát hành. Một cuốn sách hướng dẫn có tiêu đề Mushishi Official Book đã được Kodansha phát hành vào ngày 23 tháng 1 năm 2006. Vào ngày 30 tháng 6 và ngày 20 tháng 7 năm 2007 đã phát hành một cuốn artbook và một cuốn sách với lời bình luận của nhân viên về việc sản xuất bộ anime tương ứng. Hai bộ sách Anime Hōsōjun Selection (アニメ放送順セレクション)  đã được phát hành vào ngày 23 tháng 4 và ngày 14 tháng 5 năm 2014; một  Utage-hen (宴編 lit. "Feast Edition ") và một Odoro-hen (棘編 lit. "Thorn Edition") tương ứng. Vào ngày 19 tháng 6 năm 2015, một cuốn artbook "khổ lớn" đã được Kodansha phát hành.
Âm nhạc cho cả chuyển thể anime Mushishi được sáng tác bởi Toshio Masuda . Hai album nhạc phim được phát hành bởi Marvelous Entertainment và Geneon Entertainment cho bản chuyển thể anime đầu tiên; lần thứ nhất vào ngày 24 tháng 3 năm 2006 và lần thứ hai vào ngày 23 tháng 7 năm 2006. Vào ngày 25 tháng 6 năm 2015, nhạc phim cho Next Passage được phát hành bởi Aniplex.
Một bộ phim người đóng Mushishi được phát hành tại Liên hoan phim quốc tế Venice năm 2006, được đạo diễn bởi Katsuhiro Otomo và Joe Odagiri đóng vai chính. Còn được gọi là Bugmaster và Mushi-Shi: The Movie in English, nó được phát hành tại các rạp chiếu phim Nhật Bản vào ngày 24 tháng 3 năm 2007 
Mushishi cũng được chuyển thể thành trò chơi điện tử; Trò chơi Nintendo DS có tên Mushishi: Amefuru Sato (蟲師 〜天降る里〜)  được phát triển bởi Tenky và được xuất bản bởi Marvelous Entertainment tại Nhật Bản vào ngày 31 tháng 1 năm 2008 
Từ ngày 18 đến 29 tháng 3 năm 2015, một sự kiện "stage reading", chuyển thể sáu chương từ manga thành sáu buổi biểu diễn riêng biệt, đã được tổ chức tại Tokyo. Nó được đạo diễn bởi đạo diễn anime Mushishi, Hiroshi Nagahama và kịch bản gốc của nó được viết bởi Kazuaki Nakamura, trong khi các diễn viên lồng tiếng cho phim hoạt động như các nhân vật tương ứng của họ.  Việc sản xuất đã sử dụng thực tế tăng cường trên hình ảnh của nó, được thiết kế để mở rộng tầm nhìn 270 độ.

## Đón nhận

### Giải thưởng và phản ứng của công chúng
Sê-ri đã giành được nhiều giải thưởng: năm 2003, bộ manga đã được trao giải Xuất sắc cho truyện tranh tại Liên hoan nghệ thuật truyền thông Nhật Bản lần thứ 7, trong khi năm 2006, bộ truyện đã giành giải thưởng Kodansha Manga cho truyện tranh nói chung. Tại Liên hoan nghệ thuật truyền thông Nhật Bản lần thứ 10, cả hai bộ anime và manga đều được xếp vào top 10 trong các thể loại tương ứng của họ cho manga và anime hay nhất. Bộ anime đã giành được giải thưởng lớn ở các hạng mục của phim truyền hình và chỉ đạo nghệ thuật hay nhất (cho Takashi Waki) tại cuộc thi Giải thưởng Anime Tokyo lần thứ 5 được tổ chức tại Hội chợ Anime quốc tế Tokyo năm 2006, trong khi Nagahama giành Giải thưởng cá nhân Animation Kobe cho chỉ đạo của mình. Nó cũng đứng thứ 13 trong cuộc thăm dò "Top 20" do tạp chí anime Nhật Bản Animage thực hiện năm 2006.  Ở năm tiếp theo, Mushishi được xếp ở vị trí thứ 9 trong danh sách những bộ truyện hay nhất theo Agency for Cultural Affairs Nhật Bản, cũng như xếp ở vị trí thứ 6 trong danh sách những bộ anime hay nhất. Young Adult Library Services Association cũng liệt kê manga trong số 33 tựa sách "văn học chất lượng tốt và hấp dẫn dành cho thanh thiếu niên" trong năm 2008 
Mushishi cũng được độc giả Nhật Bản đón nhận. Mười tập đã bán được hơn 3,8 triệu bản. Các tập riêng lẻ thường xuyên xuất hiện trong danh sách hàng tuần của manga bán chạy nhất ở đó. Hơn nữa, tập thứ tám là bộ truyện tranh bán chạy thứ 9 của Amazon.com trong nửa đầu năm 2007  Một kỳ tích tương tự đã đạt được bởi tập cuối cùng được xếp hạng 49 trong danh sách Oricon của manga bán chạy nhất nửa đầu năm 2009. Ở Bắc Mỹ, ICv2 đã liệt kê manga trong số "Top 300 Graphic Novels" của tháng hai lần. Độc giả của About.com đã bình chọn đây là bộ truyện tranh seinen hay nhất được phát hành ở Bắc Mỹ vào năm 2007. Tập thứ sáu của Mushishi cũng là một trong những bộ truyện tranh bán chạy nhất ở Malaysia trong tuần vào ngày 1 tháng 3 năm 2009.

### Đón nhận của giới phê bình
Mushishi được chọn làm manga tốt nhất năm 2007 bởi Deb Aoki của About.com, được bầu là anime tốt nhất năm 2007 bởi Anime News Network bởi Carl Kimlinger, và được xếp hạng thứ bảy bởi Ramsey Isler trong danh sách các Anime hàng đầu năm 2007 của IGN. Aoki gọi nó là "một thể loại truyện tranh hiếm có: một câu chuyện gốc được viết một cách thông minh, được kể bằng hình ảnh đơn giản nhưng đầy mê hoặc."  Tương tự, Kimlinger tuyên bố rằng "Giai điệu mê hoặc, chủ nghĩa nhân văn và nhãn quan của chủ nghĩa tự nhiên đối với cái đẹp đã mang lại cho nó một sức hấp dẫn vượt xa giá trị giải trí đơn thuần."  Nhà phê bình Jason Thompson đã tuyên bố rằng trong khi nó có thể "quá già dặn" so với một số độc giả nhất định, ông lại thấy tác phẩm này đáng khen ngợi với "góc nhìn rất nguyên thủy, với một "dòng chảy sinh mệnh" của chính nó, một sự hòa quyện giữa sự tỉ mỉ của một nhà sinh vật học với những câu chuyện cổ tích đáng sợ và siêu thực, cảm giác mơ màng."  Lối kể chuyện của nó đã được đánh giá cao; Isler coi nó là "gần như hoàn hảo",  trong khi Ken Haley của Pop Culture Shock gọi nó là "thú vị và hấp dẫn", và Shirl Sazynski của Sequential Tart đã ca ngợi "những câu chuyện ngắn, ma quái và ngoạn mục."  Joy Kim của Manga Life nói rằng việc không có câu chuyện trung tâm cho phép độc giả nhập tâm vào bất cứ tập nào và "giá trị của lối kể chuyện" sẽ khiến người hâm mộ muốn đọc toàn bộ. "Những câu chuyện thầm lặng và tinh tế gợi lên những cảm xúc mạnh mẽ với cách xây dựng câu chuyện tuyệt vời và sự hòa hợp với giá trị cốt lõi có thể lay động độc giả" là sức hấp dẫn chính của bộ, theo Holly Ellingwood của Active Anime. Cả Ed Sizemore và Avi Weinryb, viết cho Comics Worth Reading và Comic Book Bin, cho biết Mushishi có một điều gì đó muốn kể với độc giả, kèm theo một nhận xét "Nếu bạn muốn một manga khiến bạn dừng lại và suy nghĩ, đây là manga dành cho bạn." 
Mushi-Shi Zoku Shou cũng được người hâm mộ đón nhận; gần như tất cả các đĩa DVD và Blu-ray của nó đã lọt vào danh sách Top 20 của bảng xếp hạng bán chạy nhất của Oricon.  Jacob Hope Chapman của Anime News Network đã ca ngợi việc duy trì chất lượng hình ảnh và cải thiện chất lượng của những câu chuyện, tuyên bố rằng "Mushi-Shi đang nhanh chóng phát triển thành một loạt truyện ngụ ngôn xuất sắc về thế giới tự nhiên, một kiệt tác hoàn toàn độc đáo mà một bài phê bình bằng văn bản không thể nào lột tả hết được chân lý."  Chapman gọi nó là "một trong những loạt phim hoạt hình vĩ đại nhất mọi thời đại". Kory Cerjak của Fandom Post tuyên bố bộ truyện "có lẽ là một trong những chương trình sáng tạo nhất hiện có về lối kể chuyện."  Ben Huber của Japanator đã ca ngợi "âm nhạc êm dịu và nghệ thuật đẹp đẽ" của nó, lưu ý rằng "hầu hết các anime phải vật lộn để tạo ra các nhân vật đáng tin cậy và hấp dẫn trong 12 hoặc 24 tập. Mushishi thực hiện nó mỗi tuần trong một tập phim chết tiệt ... và nó làm điều đó thật vẻ vang."  Richard Eisenbeis của Kotaku cho biết trong khi nó đáng xem với chất lượng hình ảnh của nó thì "đây còn là một bộ phim có những phần đẹp và ám ảnh - thường mang lại nhiều cảm xúc trong một tập phim dài 22 phút so với hầu hết các bộ phim có thể mang lại . " 

## Liên kết ngoại
- Official anime website (bằng tiếng Nhật)
- Trùng sư (manga) tại từ điển bách khoa của Anime News Network